# Marinka Point
Der Marinka Point (englisch; bulgarisch нос Маринка nos Marinka) ist eine 0,4 km lange Landspitze an der Nordküste der Brabant-Insel im Palmer-Archipel westlich der Antarktischen Halbinsel. Sie liegt 4,5 km östlich bis nördlich des Kap Roux und 4,3 km westlich bis nördlich des Kap Cockburn.
Britische Wissenschaftler kartierten sie 1980 und 2008. Die bulgarische Kommission für Antarktische Geographische Namen benannte sie 2015 nach der Ortschaft Marinka im Südosten Bulgariens.